# ژان ژوزفسون
ژان کریستر راگنار ژوزفسون (زاده ۲۷ ژوئن ۱۹۵۲) یک روزنامه‌نگار تحقیقی سوئدی است که برنامه‌های متعددی در تلویزیون سوئد مانند فیجیا پارادیزو، اوپ‌دراگ گرامسکی و مناظره داشته‌است. اوپ‌دراگ گرامسکی برخی از رسوایی‌های مهم سوئد مانند جنجال بازبسته‌بندی گوشت ICA را کشف کرده‌است و هم جوایز روزنامه‌نگاری را دریافت کرده و هم به‌دلیل گزارش‌های جانبدارانه مورد انتقاد قرار گرفته‌است.

## کتابشناسی - فهرست کتب
- Josefsson J.; Zetterberg M. (1976). Behöver vänstern gå i terapi?. Bokförlaget Forum. ISBN 9137064169.